# Lyngby Rådhus
Lyngby Rådhus, beliggende i Kongens Lyngby nord for København, er rådhus for Lyngby-Taarbæk Kommune.
Rådhuset blev opført i 1939-1942 og er tegnet af Hans Erling Langkilde og Ib Martin Jensen. Den karakteristiske konkavt formede bygning er beklædt med grønlandsk marmor.
Rådhuset bliver benyttet til valg som et af kommunens 10 afstemningsområder, med betegnelsen "Lyngby Midt".
Ved Kommunalvalget 2013 havde området en stemmeprocent på 67,38, da 3.556 af de 5.277 stemmeberettigede afgav deres stemme på rådhuset.